# Armas de los galos
Las armas de los Galos eran una especie de dardo llamado materis; espada larga y sin punta, pero de un hierro tan blando que doblaba al primer golpe y que el soldado se veía precisado a enderezarla con el pie para dar segunda vez. Tenían también el asta y el escudo. 
El galo que M. Valerio Corvo combatió hizo callar al concurso dando con su asta en su escudo. Este era un zarzo de mimbres, simple o cubierto de pellejos. Los galos combatieron desnudos hasta la cintura en la batalla de Cannas. Los gesates de las primeras filas, en la de Telamón, pelearon del mismo modo, pero los otros galos estaban vestidos. 
Los íberos, que era un pueblo del mismo origen, tenían escudo y asta semejantes con poca diferencia pero la espada era corta y con punta; herían con ella estoqueando, combatían vestidos de tela blanca bordada de púrpura (Polib. L. II. C. 30. 33. Liv. VIL C. 24, 16, XXII , 46). Los gálatas, derrotados por Cneo Manlio Vulsón llevaban escudos largos que los cubrían mal por no ser bastante anchos y también espadas. Pero llegando a faltarles armas arrojadizas se servían de piedras. Mas como combatían desnudos, fueron heridos, oprimidos y fatigados por todas partes por las hondas, las flechas, y los dardos (Liv. L. XXXVIII. C.21.).
Los galos hacían también mucho uso del arco y de la flecha. Vercingetorix, dice Cesar, juntó todos los arqueros, cuyo número era muy grande en la Galia (Bell. gal. L. VIL C. 31.). Empleaban los carros, no solo para atrincherarse sino también para combatir. En esta batalla menos célebre por su derrota que por el sacrificio de Decio, introdujeron el terror y el desorden en las líneas romanas, porque esta arma era nueva (Liv. L.X. C. 28.).